# بتول الخضيري
بتول الخضيري ولدت في بغداد سنة 1965 وحصلت على بكالوريوس في الأدب الفرنسيّ من الجامعة المستنصرية وتعيش حاليّاً في عمان تُرجمت روايتها الأولى «كم بدت السماء قريبة» من العربيّة إلى الإنكليزيّة والإيطاليّة والفرنسيّة والهولنديّة وكانت موضوع دراسة وتحليل في الدرس النقدي الأدبي في عدد من الجامعات العالمية.
استطاعت الخضيري بكتاباتها أن تمد الجسر بين الشرق والغرب خاصة فيما يتعلق بالخلافات الحضارية التي تكون بين الثقافات لعدم فهمنا للبعض بسبب خوفنا من الآخر.

## أعمالها
- الرواية الأولى: كم بدت السماء قريبة - المؤسسة العربية للدراسات والنشر - الطبعة الأولى- بيروت 1999
- الطبعة الثانية- بيروت 1999. الطبعة الثالثة 2003
- الترجمة الإنكليزية كم بدت السماء قريبة A Sky So Close الطبعة الأمريكية غلاف فني دار بانثيون للنشر- نيويورك 2001
- الترجمة الإنكليزية كم بدت السماء قريبة A Sky So Close الطبعة الأمريكية كتاب ذو غلاف ورقي دار آنكور للنشر- نيويورك- 2002.
- الترجمة الإيطالية كم بدت السماء قريبة Un ceielo cosi vicino - دار بالديني وكاستولدي للنشر –ميلانو 2004.
- الترجمةالهولندية كم بدت السماء قريبة De hemel leek nabij دار دو غوس بريد 2005
- الترجمة الفرنسية كم بدت السماء قريبة Un Ciel Si Proche - دار جالميار باريس 2006
- الرواية الثانية غايب المؤسسة العربية للدراسات والنشر الطبعة الأولى- بيروت 2004
- الرواية الثانية غايب- باللغة الإنكليزية - دار نشر الجامعة الأمريكية بالقاهرة- تشرين ألأول 2005